# Vezikel
Vezikel ali mešiček (ponekod tudi mehurček in vezikula) je izraz, ki se v celični biologiji uporablja za znotrajcelično ali zunajcelično strukturo, ki jo sestavlja citosol ali druga tekočina, omejena z membrano iz lipidnega dvosloja, čigar glavni gradniki so fosfolipidne molekule. Vezikli se tvorijo naravno (spontano) med potekom procesov eksocitoze (izločanja ali sekrecije snovi) in endocitoze (sprejemanja snovi), v laboratorijih pa jih je mogoče umetno pripraviti, pri čemer tovrstnim mešičkom pravimo liposomi. Kadar je vezikel obdan z membrano iz enojnega lipidnega dvosloja, se imenuje tudi unilamelarni vezikel, v nasprotnem primeru uporabljamo izraz multilamelarni vezikli. Ker tudi celično membrano gradi lipidni dvosloj, v katerega so vstavljene številne različne beljakovine, je med vezikli in membrano mogoče zlivanje, ki igra pomembno vlogo pri že omenjenih procesih, endocitozi in eksocitozi. Mešički se lahko zlijejo tudi z drugimi celičnimi organeli. Če se vezikel nahaja zunaj celice, mu pravimo zunajcelični vezikel.
Vezikli opravljajo mnoge različne naloge, za katere so še posebej primerni, ker omogočajo ločitev tekočine od citosola in oblikovanje lastnega mikrookolja, ki se lahko bistveno razlikuje od razmer, prisotnih v citoplazmi celice. Mešički so tesno povezani z biokemijskimi reakcijami celične presnove, transportom, nadzorom nad celičnim vzgonom in shranjevanjem hranil ter encimov. Obenem lahko delujejo kot prostor za izvajanje kemijskih reakcij.
Leta 2013 so Nobelovo nagrado za fiziologijo ali medicino dobili ameriški biokemik James Rothman, ameriški celični biolog Randy Schekman in nemško-ameriški biokemik Thomas Südhof, ki so se v svojih raziskavah posvetili zgradbi in vlogi celičnih veziklov, pri čemer so se ukvarjali predvsem s procesi v celicah kvasovk ter ljudi. Nepravilnosti v delovanju mešičkov naj bi imele pomembno vlogo pri razvoju Alzheimerjeve bolezni, sladkorne bolezni, nekaterih različicah epilepsije, določenih tipih raka in motnjah v delovanju imunskega sistema.

## Različne vezikularne strukture

### Vakuola
Vakuole so z membrano omejeni celični organeli, ki jih v glavnem sestavljajo voda in različni topljenci (tako organske kot anorganske molekule, ioni, občasno pa tudi snovi v trdnem agregatnem stanju). V rastlinskih celicah lahko najdemo eno veliko centralno vakuolo, ki v odraslih celicah pogosto predstavlja večino celičnega volumna in služi nadziranju procesa osmoze (tako imenovani osmoregulaciji) ter shranjevanju različnih snovi. Pri nekaterih protistih se pojavljajo tako imenovane kontraktilne vakuole (ali kontraktilni mehurčki), ki so še posebej značilne za pripadnike debla migetalkarjev (Ciliophora), skupini praživali (Protozoa). Namenjene so črpanju vode iz citoplazme v okolico, da celica zaradi prevelike količine tekočine ne poči. Organele, ki so podobni vakuolam in služijo sorodnim funkcijam, najdemo tudi v celicah živali in bakterij. Nastajajo z zlivanjem manjših veziklov.

### Lizosom
Lizosom je z biotsko membrano obdan organel, ki v svoji notranjosti vsebuje razne hidrolitske encime. Udeležen je v številnih celičnih procesih; sodeluje pri razgradnji odvečnih ali odsluženih delov celice (na primer organelov) uporablja se pri zaščiti pred patogenimi organizmi (denimo bakterijami in virusi), pospešuje razpad makromolekul v manjše molekule (sposoben je razgradi vse tipe bioloških polimerov; lipide, nukleinske kisline, beljakovine in ogljikove hidrate), pomembno vlogo pa ima tudi pri apoptozi (enemu izmed več tipov tako imenovane programirane celične smrti). Za lizosome je značilen nizek pH, zaradi česar je zelo pomembno, da se njihova vsebina ne izliva v citosol celice, ker bi lahko prišlo do neželene razgradnje celičnih organelov ali ključnih encimskih molekul.

### Transportni vezikli
Vezikli so ključni pri prenašanju molekul iz enega dela celice v drugi del; na primer pri transportu beljakovin iz zrnatega endoplazemskega retikla, kjer so bile dokončno izdelane, do cis (o)mrežja Golgijevega aparata, kjer se zlijejo z membranami in sprostijo svojo vsebino v lumen Golgijevega aparata. Iz trans (o)mrežja Golgijevega aparata se znova odcepljajo transportni vezikli, ki so na podlagi svoje vsebine in lastnosti ovojnice sortirani in odposlani na različne lokacije. Nekateri denimo vsebujejo protitelesa, ki se v sekrecijskih veziklih usmerijo proti celični membrani in nato z zlivanjem vezikla ter membrane izločijo iz celice.

### Sekrecijski vezikli
Imenovani tudi sekretorni vezikli. So mešički, ki sodelujejo pri vezikularnem transportu vsebine (na primer hormonov in nevrotransmiterjev) od specifičnega organela do izbranega dela celične membrane, kjer v procesu eksocitoze (zlivanja veziklov z membrano) sprostijo molekule, ki jih prenašajo.
Sekrecijski vezikli so ključni pri delovanju tkiv in ohranjanju normalnega stanja organov; tesno so povezani s potekom prebave, saj so odgovorni za izločanje encimov, ki povzročajo razgradnjo hrane v prebavnem traktu. Najdemo jih tudi v živčevju, kjer so posebni sinaptični vezikli prisotni na koncu živčnih celic ter služijo prenosu živčnih prenašalcev od ene do druge celice. Pomembni so tudi pri prenašanju raznih endokrinih hormonov, ki jih izločijo v obtočila, od koder ti nato potujejo do ciljnega tkiva ali organa. Veliko sekrecijski veziklov vsebuje molekulo adenozina trifosfata (ATP), ki jo tam pogosto najdemo v visokih koncentracijah in v kombinaciji z različnimi tipi nevrotransmiterjev.

### Zunajcelični vezikli
Zunajcelični vezikli (tudi EV po angleškem izrazu extracellular vesicles) so mešički, ki jih obdaja lipidni dvosloj in se pojavljajo v vseh domenah življenja, od evkariontskih celic do gramnegativnih ter grampozitivnih bakterij, pa tudi mikroskopskih gliv.

#### Tipi
Ločujemo dva glavna tipa:
- ektosom (mikrovezikel ali mikropartikel) je zunajcelični vezikel, ki meri od 100 do 1000 mikrometrov in nastane kot posledica brstenja od celične membrane ter sledeče odcepitve.[25]
- eksosom je zunajcelični vezikel, ki meri od 30 do 120 mikrometrov in nastane v notranjosti celice, kot intraluminalni vezikel v multivezikularnem telesu, ki se nato zlije s celično membrano in naenkrat izloči večje število manjših eksosomov. Služi predvsem transportu beljakovin, DNK, RNK in lipidov.[26]

Zunajcelične vezikle lahko med seboj razlikujemo po gostoti (na podlagi postopka diferencialnega centrifugiranja), velikosti in molekulah njihove površine.
Pri ljudeh imajo znotrajcelični vezikli ključno vlogo pri koagulaciji (strjevanju krvi), medceličnem sporočanju in izločanju ekskretov. Soudeleženi naj bi bili pri patofizioloških procesih več različnih bolezni, med katere spadajo tudi rakave bolezni. Zunajcelični vezikli so bili prepoznani kot potencialni biološki označevalci (biomarkerji) zaradi svoje vloge pri medceličnem sporočanju, dostopu do mnogih telesnih tekočin in pomembnosti njihove vsebine za izločujoče celice.
Zunajcelični vezikli se pojavljajo tudi pri bakterijah, kjer sodelujejo v odnosu parazita in gostitelja; mešički mnogih bakterij pomagajo pri prenašanju virulentnih dejavnikov (faktorjev) v gostiteljeve celice in uravnavanju ter prilagajanju gostiteljevemu imunskemu sistemu. V morju živeče cianobakterije so bile opažene, da v odprti ocean precej pogosto izločajo vezikle, ki vsebujejo nukleinske kisline. V vzorcih kopenskih in morskih voda so bili najdeni mnogi mešički, ki nosijo DNK raznih vrst bakterij.

## Vezikli s plaščem

### Klatrinski vezikli (mešički)
Med bolj poznane vezikle, ki jih poleg fosfolipidnega dvosloja sestavlja tudi kompleksno zgrajen plašč, spadajo klatrinski vezikli. Plašč se nahaja na zunanji, citosolni strani mešička in sestoji iz mnogih različnih makromolekul ter molekul, pri čemer so pomembnejše beljakovina klatrin in adaptorske beljakovine, ki so pogosto imenovane tudi adaptini. Klatrin se v plašč veže v ukrivljeni obliki, ki jo sestavljajo mnoge nitaste (fibrilarne) podenote, pri čemer je vsaka iz treh težkih ter treh lahkih verig. Vezikli nastanejo tako, da se na plazmalemi oblikuje klatrinski jarek, na katerega se pritrdijo ukrivljeno oblikovane klatrinske enote in adaptini. Postopoma se z ugrezanjem oblikuje kroglasta tvorba, ki se celične membrane kmalu drži samo še v tankem votlem podaljšku, ki je v obliki vratu in je obdan z GTP-azo, imenovano dinamin. Vezikel se dokončno odcepi zaradi hidrolize GTP na molekulo GDP in fosfat, saj proces povzroči skrčitev dinaminskih enot. Po končanem nastajanju vezikla se navadno odcepijo tudi klatrinske molekule in adaptini, ki zatem sodelujejo pri tvorbi novih mešičkov. Klatrinski vezikli so udeleženi pri transportu med trans Golgijevim (o)mrežjem in lizosomi, pomembno vlogo pa igrajo tudi pri procesu endocitoze.

### Koatomerni vezikli (mešički)
Drug tip plaščnih veziklov so tako imenovani koatomerni vezikli (mešički), katerih plašč sestavljajo COP-proteini (izraz izvira iz angleškega poimenovanja coated proteins). Koatomerne vezikle delimo v dve kategoriji, COP I in COP II mešičke. Nastanek teh dveh tipov je tesno povezan z GTP vezavnimi beljakovinami, pri procesu pa je nujna tudi molekula ATP, ki zagotavlja energijo za izvedbo. COP I vezikli sodelujejo pri prenašanju snovi od Golgijevega aparata proti endoplazemskemu retiklu, medtem ko drug tip, COP II mešički skrbijo za transport od endoplazemskega retikla v smeri Golgijevega aparata.

## Proces zlivanja veziklov
Pred samim zlitjem vezikla z akceptorsko (sprejemno) membrano je nujno prepoznavanje med receptorji; poteči mora tako imenovana faza identifikacije. Najprej se odvije razgradnja (depolimerizacija) mešičkovega plašča, v procesu katere se izpostavijo integralne membranske beljakovine v-SNARE (ang. Soluble – SNAP Attachment Protein Receptor). Zatem se vzpostavi kompleks med beljakovinami v-SNARE in ustreznimi beljakovinami t-SNARE, ki se nahajajo na membrani akceptorja (sprejemnika) in kemično ustrezajo beljakovinam v-SNARE, pri procesu pa sodelujejo še druge molekule, med katere sodijo denimo Rab GTP-aze. Naslednja faza je zlitje membran, ki jo spremlja več različnih dogodkov; v notranjosti celice se denimo zviša koncentracija kalcija, membrana na območju zlivanja se začasno preuredi v nestabilno stanje in se nekoliko preoblikuje. Kompleks SNARE, iz veziklovih beljakovin v-SNARE in akceptorjevih beljakovin t-SNARE, razpade zaradi delovanja beljakovin kompleksa NSF/SNAP (ang. N-ethylmaleimide sensitive fusion protein/Synaptosomal-associated protein).